# II Kielecki Batalion Etapowy
II Kielecki batalion etapowy – oddział wojsk wartowniczych i etapowych w okresie II Rzeczypospolitej pełniący między innymi służbę ochronną na granicy polsko-sowieckiej.

## Formowanie i zmiany organizacyjne
Formowanie batalionu rozpoczęto na przełomie 1918–1919. Otrzymał on nazwę okręgu generalnego, w którym powstał i kolejny numer porządkowy oznaczany cyfrą rzymską. Do batalionu wcielono żołnierzy starszych wiekiem i o słabszej kondycji fizycznej. Oficerowie i podoficerowie nie mieli większego doświadczenia bojowego. Batalion nie posiadał broni ciężkiej, a broń indywidualną żołnierzy stanowiły stare karabiny różnych wzorów z niewielką ilością amunicji. We wrześniu 1919 dowództwo batalionu stacjonowało w Grodnie.
Wiosną 1920 batalion podlegał Dowództwu Okręgu Etapowego Mińsk.
W lipcu batalion pełnił służbę garnizonową w Białymstoku. Po jego opuszczeniu, będąc w podporządkowaniu 10 Dywizji Piechoty gen. Lucjana Żeligowskiego, walczył przez kilka dni w obronie linii Narwi i poniósł duże straty. 29 lipca liczył w stanie bojowym 6 oficerów i 280 podoficerów i szeregowców. Posiadał 1 ckm.
W lutym 1921 bataliony etapowe przejęły ochronę granicy polsko-rosyjskiej. Początkowo pełniły ją na linii kordonowej, a w maju zostały przesunięte bezpośrednio na linię graniczną z zadaniem zamknięcia wszystkich dróg, przejść i mostów.
W 1921 bataliony etapowe ochraniające granicę przekształcono w bataliony celne. II Kielecki batalion etapowy przemianowany został na 28 batalion celny.

## Służba etapowa
W marcu 1921 batalion obsadzał pododcinek kordonowy Brasław od Porobrodzia (wyłącznie) do Miazany (włącznie). W maju nastąpiło przesuniecie kordonu na linię graniczną. Batalion ochraniał odcinek od Kality do Wiat.

## Dowódcy batalionu
- por. / rtm. Stanisław Jabłonowski-Grzymała[11][a]